# OnePlus
OnePlus（ ワンプラス、中：一加 yījiā）は、中国の広東省に本社を置く、OPPO傘下のスマートフォンメーカーである。
2013年12月16日に、OPPO元副社長であるピート・ラウ（Pete Lau）とカール・ペイ（Carl Pei）によって設立された。
企業スローガンは「Never Settle」。

## 概要
OnePlusスマートフォンのOSは、中国国外向けのOxygenOS版と中国国内向けのH2OS（HydrogenOS）版の2つのエディションがあった。HydrogenOSはOxygenOSのカスタマイズ版で、日本語とGoogle社のサービスが使えなかった（中国語と中国のサービスしか使えない）。2016年リリースのOneplus 3までは、カスタムROM「CyanogenMod」のOnePlus専用版がCyanogen社より提供されており、CyanogenMod版はカスタマイズ性と自由度が高く、比較的人気のエディションだったが、2016年に開発を終了した。
2014年にOnePlusブランドが発足した当初、OnePlusのスマホは招待制というシステムが導入されており、この特別な招待状を入手しなければOnePlus端末を購入する権利が得られなかった。このように入手が極めて難しい、という希少価値を演出し、OPPOブランドとは区別されていた。2016年発売のOnePlus 3以降では招待制を廃止して普通に販売されるようになり、OPPOブランドとの差異は曖昧になっている。
OPPOとOnePlusは同一の工場（広東省東莞市内にある歩歩高のFAB）で生産されているため、OnePlusの生産台数の増加により、OPPOの生産台数にまで影響を及ぼすようになった。そのため、OPPO（欧珀）とOnePlus（一加）を統括するOujia（欧加）ホールディングスが2015年に発足し、OnePlusはOPPOと同等のブランドと位置付けられた。
欧加グループにおいて、OPPOブランドやRealmeブランドが主に新興国などの廉価スマホ市場で人気があるのに対し、OnePlusは2010年代後半以降にアメリカやヨーロッパなどのプレミアムスマホ市場に食い込むことで、欧加グループの世界シェア拡大に貢献している。各国におけるOnePlusの市場シェアはごくわずかだが、プレミアムスマホ部門だけを見た場合は一定のシェアを持つ。特にアメリカ市場では、OPPO本体はもとよりVIVOやシャオミといったライバルも進出できていない中で奮闘している。2020年にはコスパ重視のミドルハイスマホ「OnePlus Nord」を発表し、OPPOとしてではなくOnePlusとしてシェアを取りに行く方針に転換したこともあり、2021年にはLG（世界シェアはごくわずかだが、アメリカスマホ市場3位）がスマホから撤退した穴を埋める形でシェアを急拡大。アメリカにおけるOnePlusの市場シェアは、2020年までは0%だったのが、2021年第3半期には3%に達し、アメリカスマホ市場5位となった。
2020年頃よりハイエンド機種の強化を始めたOPPOと製品が競合するようになったため、2021年にOPPO本体と開発ラインが統合された。これにより、中国国内では2021年に発売された「OnePlus 9」をもって、HydrogenOSを廃止してOPPOのColorOSに切り替わった。グローバル版でも、OxygenOSとColorOSを統合した新OSに切り替えることが2021年9月に発表され、2022年リリースの「OnePlus 10」より新OSが搭載される予定だったが、不評だったため、あくまでコードレベルでの統合にとどまりOS自体の統合はしないことを2022年3月に発表。OnePlus 10は従来通りOxygenOSを搭載して出荷された。

## スマートフォン

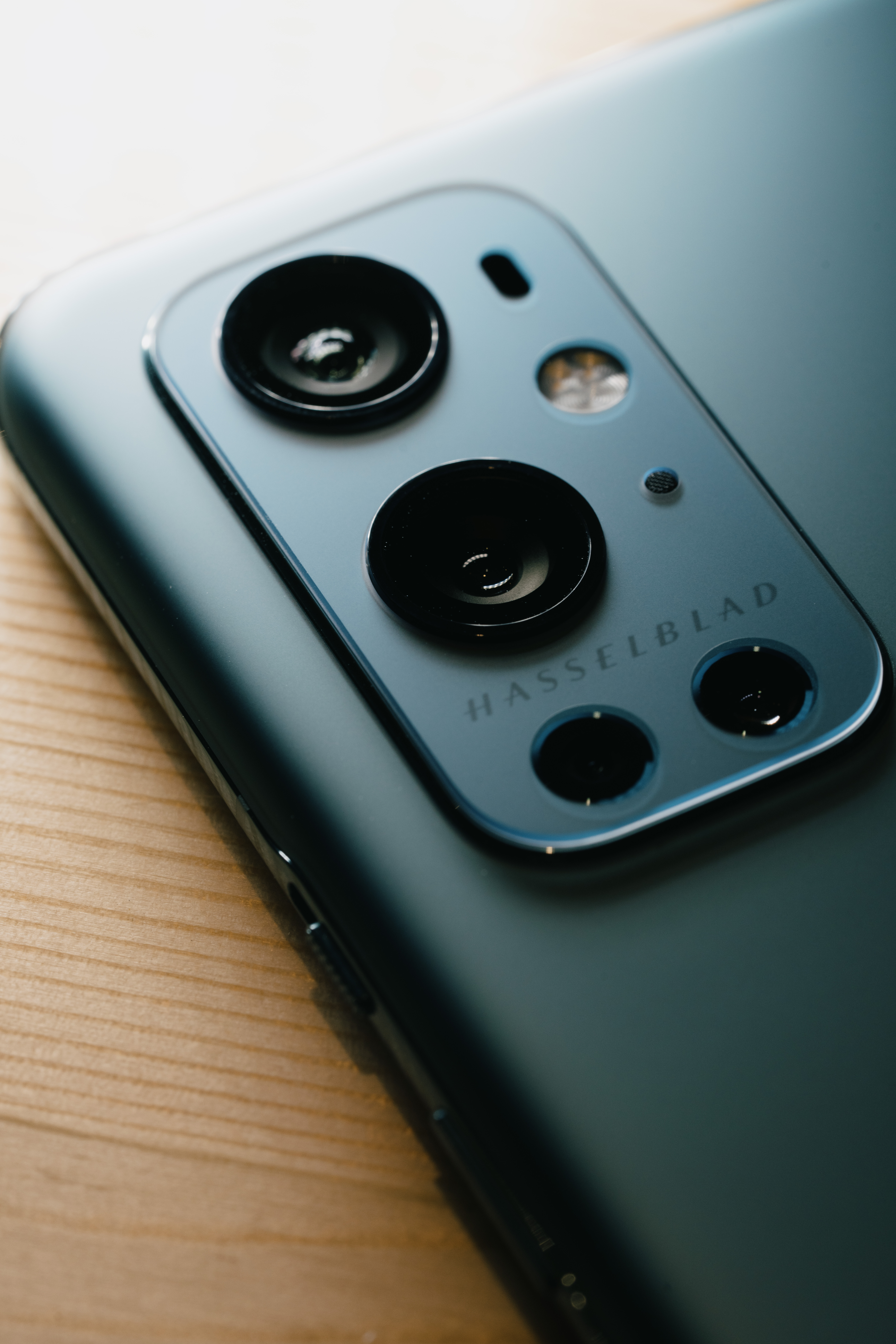
OnePlusの代表的なスマホOnePlus 9 Pro

RAMとストレージについては、いずれも最上位構成のものを記載している。
- OnePlus One

Snapdragon 801・RAM 3GB・ストレージ 64GB
OnePlusの初スマホ、当時は招待制でのみ購入できた。
- OnePlus 2

Snapdragon 810・RAM 4GB・ストレージ 64GB
順当な進化の2代目。USB-Cに変更された。
- OnePlus X

Snapdragon 801・RAM 3GB・ストレージ 16GB
2代目の廉価版モデルであり、ストレージ 64GBの構成はない。
- OnePlus 3

Snapdragon 820・RAM 6GB・ストレージ 64GB
このモデルから、招待制は廃止された。
- OnePlus 3T

Snapdragon 821・RAM 6GB・ストレージ 128GB
- OnePlus 5

Snapdragon 835・RAM 6GB・ストレージ 128GB
- OnePlus 5T

Snapdragon 835・RAM 8GB・ストレージ 128GB
- OnePlus 6

Snapdragon 845・RAM 8GB・ストレージ 256GB
- OnePlus 6T

Snapdragon 845・RAM 8GB・ストレージ 256GB
- OnePlus 7

Snapdragon 855・RAM 8GB・ストレージ 256GB
- OnePlus 7 Pro

Snapdragon 855・RAM 12GB・ストレージ 256GB
- OnePlus 7T

Snapdragon 855 Plus・RAM 8GB・ストレージ 256GB
- OnePlus 7T Pro

Snapdragon 855 Plus・RAM 12GB・ストレージ 256GB
- OnePlus 8

Snapdragon 865・RAM 12GB・ストレージ 256GB
- OnePlus 8 Pro

Snapdragon 865・RAM 12GB・ストレージ 256GB
- OnePlus 8T

Snapdragon 865・RAM 12GB・ストレージ 256GB
- OnePlus 9

Snapdragon 888・RAM 12GB・ストレージ 256GB
- OnePlus 9 Pro

Snapdragon 888・RAM 12GB・ストレージ 256GB
- OnePlus 9R

Snapdragon 870・RAM 12GB・ストレージ 256GB
- OnePlus 9RT

Snapdragon 888・RAM 12GB・ストレージ 256GB
- OnePlus 10 Pro

Snapdragon 8 Gen 1・RAM 12GB・ストレージ 512GB
- OnePlus 10R

Dimensity 8100 Max・RAM 12GB・ストレージ 512GB
- OnePlus 10T

Snapdragon 8+ Gen 1・RAM 16GB・ストレージ 512GB
- OnePlus 11

Snapdragon 8 Gen 2・RAM 16GB・ストレージ 512GB
- OnePlus 11R

Snapdragon 8+ Gen 1・RAM 16GB・ストレージ 256GB
- OnePlus 12

Snapdragon 8 Gen 3・RAM 16GB・ストレージ 1TB
- OnePlus 12R

Snapdragon 8 Gen 2・RAM 16GB・ストレージ 256GB
- OnePlus 13

Snapdragon 8 Elite・RAM 16GB・ストレージ 1TB
- OnePlus 13R

Snapdragon 8 Gen 3・RAM 16GB・ストレージ 1TB
- OnePlus 13s

Snapdragon 8 Elite・RAM 12GB・ストレージ 512GB
OnePlus 13から一部仕様を削り、コストダウンした廉価版。

### フォルダブルシリーズ
- OnePlus Open

Snapdragon 8 Gen 2・RAM 16GB・ストレージ 1TB

### Nordシリーズ
- OnePlus Nord

Snapdragon 765G・RAM 12GB・ストレージ 256GB
- OnePlus Nord N100

Snapdragon 460・RAM 4GB・ストレージ 64GB
- OnePlus Nord N10

Snapdragon 690・RAM 6GB・ストレージ 128GB
- OnePlus Nord CE

Snapdragon 750G・RAM 12GB・ 256GB
- OnePlus Nord N200

Snapdragon 480・RAM 4GB・ストレージ 64GB
- OnePlus Nord N20 SE

Helio G35・RAM 4GB・ストレージ 128GB
- OnePlus Nord 2

Dimensity 1200・RAM 12GB・ストレージ 256GB
- OnePlus Nord CE 2

Dimensity 900・RAM 8GB・ストレージ 128GB
- OnePlus Nord CE 2 Lite

Snapdragon 695・RAM 8GB・ストレージ 128GB
- OnePlus Nord 2T

Dimensity 1300・RAM 12GB・ストレージ 256GB
- OnePlus Nord CE 3

Snapdragon 782G・RAM 12GB・ストレージ 256GB
- OnePlus Nord CE 3 Lite

Snapdragon 695・RAM 8GB・ストレージ 256GB
- OnePlus Nord 3

Dimensity 9000・RAM 16GB・ストレージ 256GB
- OnePlus Nord N30

Snapdragon 695・RAM 8GB・ストレージ 256GB
- OnePlus Nord N30 SE

Dimensity 6020・RAM 4GB・ストレージ 128GB
- OnePlus Nord N300

Dimensity 810・RAM 4GB・ストレージ 64GB
- OnePlus Nord CE 4

Snapdragon 7 Gen 3・RAM 8GB・ストレージ 256GB
- OnePlus Nord CE 4 Lite

Snapdragon 695・RAM 8GB・ストレージ 256GB
- OnePlus Nord 4

Snapdragon 7+ Gen 3・RAM 16GB・ストレージ 512GB
- OnePlus Nord CE 5

Dimensity 8350 Apex・RAM 12GB・ストレージ 256GB
- OnePlus Nord 5

Snapdragon 8s Gen 3・RAM 12GB・ストレージ 512GB

### Aceシリーズ
- OnePlus Ace

Dimensity 8100 Max・RAM 12GB・ストレージ 512GB
OnePlus 10Rの中国版の名称であり、ハードウェアは同じ。
- OnePlus Ace Racing Edition

Dimensity 8100 Max・RAM 12GB・ストレージ 256GB
OnePlus Aceから一部仕様を削り、コストダウンした廉価版。
- OnePlus Ace Pro

Snapdragon 8+ Gen 1・RAM 16GB・ストレージ 512GB
OnePlus 10Tの中国版の名前であり、ハードウェアは同じ。
- OnePlus Ace 2

Snapdragon 8+ Gen 1・RAM 16GB・ストレージ 512GB
OnePlus 11Rの中国版の名前であり、ハードウェアは同じ。
- OnePlus Ace 2V

Dimensity 9000・RAM 16GB・ストレージ 1TB
中国市場向けに発表されたOnePlus Ace 2の廉価版。
- OnePlus Ace 2 Pro

Snapdragon 8 Gen 2・RAM 24GB・ストレージ 1TB
この世代のProからはグローバルでの販売は無くなる。
- OnePlus Ace 3

Snapdragon 8 Gen 2・RAM 16GB・ ストレージ 1TB
OnePlus 12Rの中国版の名前であり、ハードウェアは同じ。
- OnePlus Ace 3V

Snapdragon 7+ Gen 3・RAM 16GB・ ストレージ 512GB
中国市場向けに発表されたOnePlus Ace 3の廉価版。
- OnePlus Ace 3 Pro

Snapdragon 8 Gen 3・RAM 24GB・ ストレージ 1TB
- OnePlus Ace 5

Snapdragon 8 Gen 3・RAM 16GB・ ストレージ 1TB
OnePlus 13Rの中国版の名前であり、ハードウェアは同じ。
- OnePlus Ace 5 Pro

Snapdragon 8 Elite・RAM 24GB・ ストレージ 1TB
- OnePlus Ace 5 Ultra

Dimensity 9400+・RAM 16GB・ ストレージ 1TB
OnePlus Ace 5から一部仕様を削り、コストダウンした廉価版。
- OnePlus Ace 5 Racing Edition

Dimensity 9400e・RAM 16GB・ ストレージ 512GB
OnePlus Ace 5 Ultraから一部仕様を削り、コストダウンした廉価版。

## タブレット

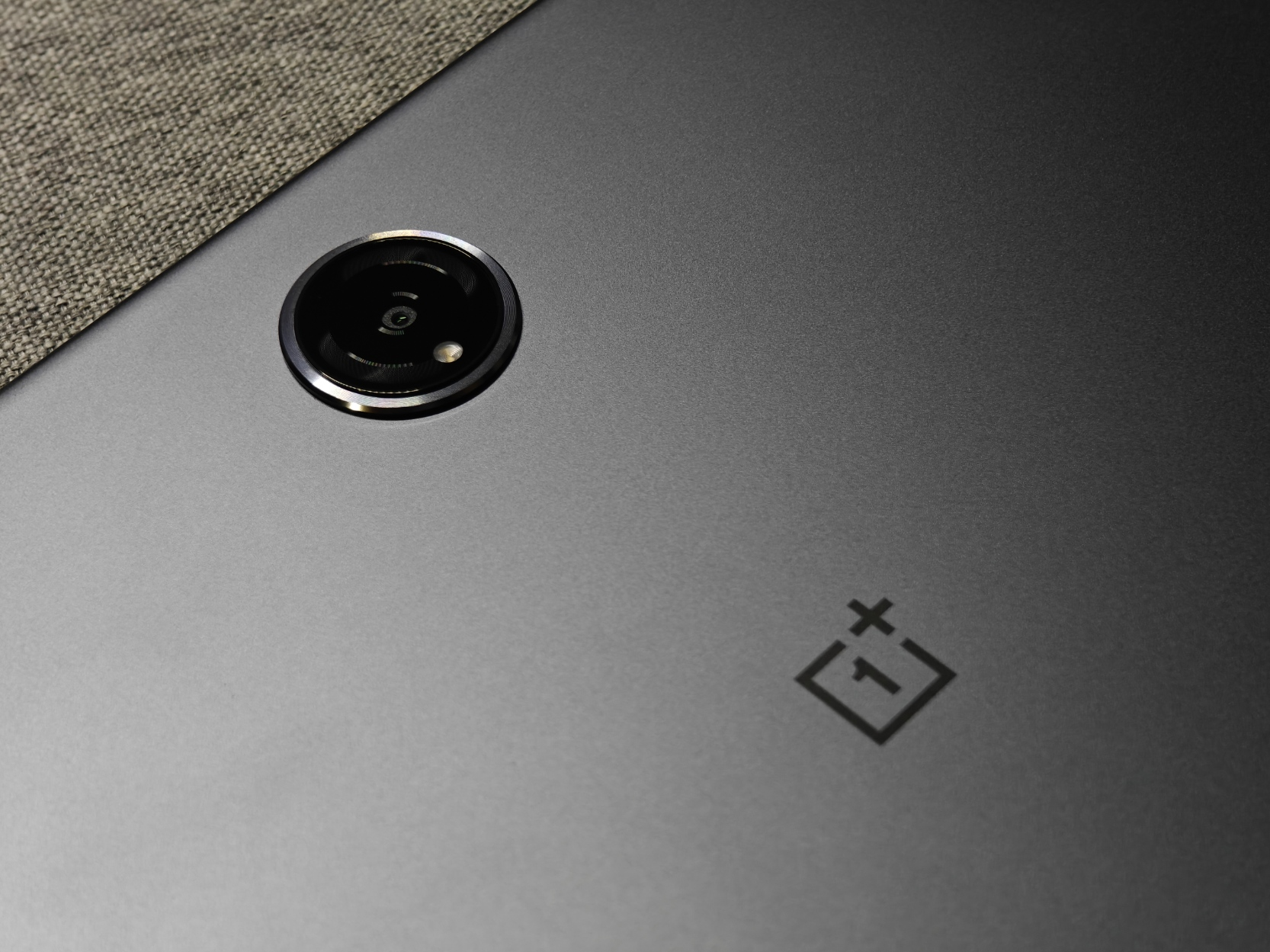
OnePlusの代表的なタブレットOnePlus Pad 2

RAMとストレージについては、いずれも最上位構成のものを記載している。中国版での相違点が存在する場合は括弧を用いて記載している。
- OnePlus Pad

Dimensity 9000・RAM 12GB・ストレージ 256GB
- OnePlus Pad Go

Helio G99・RAM 8GB・ストレージ 256GB
- OnePlus Pad 2 (Pad Pro)

Snapdragon 8 Gen 3・RAM 12GB・ストレージ 256GB (RAM 16GB・ストレージ 512GB)
- OnePlus Pad 3 (中国版)

Dimensity 8350・RAM 12GB・ストレージ 512GB
- OnePlus Pad 3 (Pad 2 Pro)

Snapdragon 8 Elite・RAM 16GB・ストレージ 512GB
- OnePlus Pad Lite

Helio G100・RAM 8GB・ストレージ 128GB